# Pseudophryne pengilleyi
Pseudophryne pengilleyi – gatunek płaza bezogonowego z rodziny żółwinkowatych (Myobatrachidae). Endemit południowo-wschodniej Australii, krytycznie zagrożony wyginięciem.

## Morfologia
Gatunek jest zbliżony wyglądem do gatunku Pseudophryne corroboree. Jego skóra jest szorstka na grzbiecie i gładka po brzusznej stronie ciała. Ubarwienie składa się z intensywnie żółtych i czarnych elementów. Przedstawiciele Pseudophryne pengilleyi osiągają rozmiary od 25 do 30 mm.

## Systematyka
Gatunek ten opisali w 1985 roku Richard W. Wells i C. Ross Wellington; wcześniej jego przedstawicieli uznawano za Pseudophryne corroboree. Miejsce typowe to Coree Flats w górach Brindabella. Epitet gatunkowy upamiętnia dr. Rossa K. Pengilleya w uznaniu jego prac nad biologią i ekologią rodzaju Pseudophryne.

## Występowanie
Jest to gatunek endemiczny dla południowo-wschodniej Australii. Istnieją dwie populacje tego gatunku na zachód od Canberry. Większa z nich, obejmująca ponad 95% przetrwałej populacji, występuje w górach Fiery Range i Bogong Peaks, druga w niewielkim oddaleniu w górach Brindabella. Zasięg występowania jest mocno pofragmentowany. Pseudophryne pengilleyi pojawiają się na wysokościach od 850 do 1840 m. Preferują górskie lasy, łąki i wrzosowiska.

## Rozmnażanie
Rozród odbywa się od stycznia do marca na obszarach bagiennych. Samice składają od 16 do 40 małych jajeczek o średnicy 6–10 mm. Larwy wykluwają się jesienią bądź późną zimą, kiedy długie deszcze lub roztopy powodują podniesienie się poziomu wód. Kijanki przeobrażają się po 7–9 miesiącach od wyklucia, zazwyczaj w okresie od grudnia do wczesnego lutego. Młode dojrzewają w 2–3 roku życia. Pseudophryne pengilleyi żyją ok. 9 lat.

## Status
W Czerwonej księdze gatunków zagrożonych IUCN Pseudophryne pengilleyi klasyfikowany jest jako gatunek krytycznie zagrożony (CR, ang. Critically Endangered).
Gatunek ten był niegdyś bardzo liczny, jednak od początku lat 80. XX wieku obserwowany jest gwałtowny spadek jego liczebności. Początkowo przyczyny tego zjawiska nie były znane. W 2010 roku Hunter i inni wykazali, że główną przyczyną spadków liczebności była choroba chytridiomikoza wywołana przez pasożytniczego grzyba Batrachochytrium dendrobatidis. Inne zagrożenia dla gatunku to susze i pożary buszu nasilone wskutek zmian klimatu, a także gatunki inwazyjne roślin i zwierząt oraz degradacja siedlisk.
Większość zasięgu występowania tego płaza mieści się w granicach obszarów chronionych, w tym Parku Narodowego Kościuszki i Parku Narodowego Brindabella.